# After All
After All ist eine 1987 gegründete Thrash-Metal-Band aus Belgien. Bis 1988 hießen sie Crap Society und von 1988 bis 1990 waren sie bekannt unter dem Namen At Least.

## Bandgeschichte

### Erste Anfänge
Anfang 1987 gründeten Gitarrist Dries Van Damme und Christophe Depree, zusammen mit den Brüdern Bert und Peter De Meyer, die Band Crap Society in Brügge.
Sie spielten in dieser Konstellation zusammen bis 1988, als Bert De Meyer die Band verließ. Infolgedessen wechselte Drummer Peter De Meyer vom Schlagzeug zum Bass. Daraufhin kamen mit Wijnand Desreveaux und Chris De Neve ein neuer Sänger und Schlagzeuger dazu. Wegen dieser vielen Veränderungen nannte sich die Band anschließend in At Least um.
Ihren ersten Live-Auftritt feiert At Least im Mai 1989 zusammen mit der Metal-Band Evil Sinner in Koekelare. Im Sommer desselben Jahres erschien ihre erste Demo Peace On Earth.
1990 benannte sich die Band dann endgültig in After All um, nachdem eine weitere Band aus Brügge sich ebenfalls At Least genannt hatte.

### Der Durchbruch
Zwischen September und Oktober 1991 nahm die Band vier Songs im C.C.R. Studio in Zulte auf, die im Sommer 1992 im Album Dusk, das auf 500 Stück limitiert war, veröffentlicht wurden. Kurz darauf verließ Bassist Peter De Meyer zusammen mit Wijnand Desreveaux die Band. Die Rolle des Sängers wurde mit Piet Focroul besetzt und Bassist Peter wurde kurzfristig durch Yannic Kermarrec und Joachim Meese ersetzt, bis schließlich 1993 offiziell zum neuen Bassisten wurde.
1994 gewann After All die Rudd Rock Rally und spielte anschließend auf dem Rudd Rock Festival vor 5000 Fans. Es war der erste Auftritt der Band vor einer so großen Menge.
1995 nahm die Band ihr 2. Album Wonder im Hype Power Studio in Aalst auf, das ausschließlich in Belgien verkauft wurde.
Anfang 1996 traten After All zusammen mit Anathema und The Gathering auf weiten Konzerten in Belgien auf.
Zusätzlich spielten sie ihre ersten Konzerte nun auch in den Niederlanden.
Zwischen dem 28. März und 28. April 1997 nahmen After All ihr 3. Album Transcendent wieder im Hype Power Studio auf. Kaufen konnte man dieses, neben Belgien, in Deutschland, Frankreich und der Schweiz. Das Album kam so gut an, dass After All mehrere Shows und Konzerte mit Bands wie Megadeth, Apocalyptica und Saxon machte.
1998 konzentrierte sich die Band hauptsächlich aufs Texte schreiben, da sie ihren eigenen Stil suchten, der sie in ihrer Karriere begleiten sollte, und so kam es dazu, dass sie 1998 viele ihrer alten Songs umschrieben und neu aufnahmen.

### Der Wiederbeginn
Bis zum Jahre 2000 wurde es still um After All, bis schließlich mehrere Plattenlabel, unter anderem Cannibaelus Records, die Band kontaktierten.
Es entstanden die Alben No Recollection und Dead Loss.
Ein Jahr später überarbeiteten After All ihre Musikrichtung. Sie schrieben noch extremere und härtere Songs und kehrten somit zu ihren Anfängen zurück.
Ab März 2002 nahm die Band das Album Mercury Rising auf. Schlagzeug und Bass wurden in Aalst aufgenommen, Gitarre und Gesang im Spiderhouse Studio in Berlin.
Das Album erschien ein Jahr später unter dem belgischen Label Mausoleum Records. Noch im selben Jahr verließ Schlagzeuger Chris De Neve die Band und wurde von Kevin Strubbe ersetzt. Trotz dieses Rückschlages spielten After All weiterhin Konzerte mit namhaften Bands wie Exodus oder Destruction. Am Ende des Jahres hatten sie insgesamt knapp 50 Auftritte, hauptsächlich in Belgien, aber auch in Deutschland, der Schweiz und Luxemburg.
2004 nahm After All die Nachfolge von Mercury Rising, The Vermin Breed, (wieder) im Berliner Spiderhouse Studio auf.
Frustriert und wütend über die schlechte Vermarktung durch Mausoleum Records nahm die Band die Suche nach einem neuen Label auf, bis sie ein Jahr später einen Vertrag bei dem deutschen Plattenlabel Dockyard 1 unterzeichneten, welches The Vermin Breed auf den Markt brachte. Anschließend startete After All ihre ersten zwei Europa-Touren zusammen mit Metal Church, Heathen, Tankard und Candlemass und vielen Weiteren.
2006 erschien This Violent Decline in ganz Europa und der USA bzw. Kanada. Zudem spielten sie auf großen Festivals wie das deutsche Halloween Smashfest oder High Voltage Fest in Belgien. Zwischen 2007 und 2009 folgten weitere Konzerte sowie Festivals und Shows. Im Jahre 2009 erschien das 9. Album Cult of Sin mit 11 Songs. Die Band spielte weiterhin nach ihrem Konzept, bis schließlich 2010 Sänger Piet Focroul und Bassist Erwin Casier nach fast 20 Jahren Zusammenarbeit die Band verließen und endgültig ihre Karriere beendeten.
Seitdem ist der neue Frontmann von After All Sammy Peleman und der neue Bassist Frederik Vanmassenhove.

## Diskografie

### Alben
- 1995: Wonder (Donor Productions)
- 1997: Transcendent (Watt’s'On Records)
- 2000: No Recollection (Cannibaelus Records)
- 2000: Dead Loss (Rokarola Records)
- 2003: Mercury Rising (Mausoleum Records)
- 2005: The Vermin Breed (Dockyard 1, Killer Metal Records)
- 2006: This Violent Decline (Dockyard 1)
- 2009: Cult of Sin (Dockyard 1)
- 2012: Dawn of the Enforcer (Ván Records)
- 2016: Waves of Annihilation (NoiseArt Records)

### Demos und EPs
- 1989: Peace on Earth (Demo)
- 1992: Dusk (7" Vinyl EP) (All Records)
- 2001: The Bereaved (EP)
- 2002: Armageddon Come (EP)
- 2006: The Devil’s Pathway (EP)
- 2010: Betrayed by the Gods (EP)
- 2011: Becoming the Martyr (EP)
- 2015: Rejection Overruled (EP)